# Australian Open 2004
De 92e editie van het Australische grandslamtoernooi, het Australian Open 2004, werd gehouden tussen 19 januari en 1 februari 2004. Voor de vrouwen was het de 78e editie. Het werd gespeeld in het Melbourne Park te Melbourne.
Het toernooi van 2004 trok 521.691 toeschouwers.

## Belangrijkste uitslagen
Mannenenkelspel

Finale: Roger Federer (Zwitserland) won van Marat Safin (Rusland) met 7-6, 6-4, 6-2
Vrouwenenkelspel

Finale: Justine Henin-Hardenne (België) won van Kim Clijsters (België) met 6-3, 4-6, 6-3
Mannendubbelspel

Finale: Michaël Llodra (Frankrijk) en Fabrice Santoro (Frankrijk) wonnen van Mike Bryan (VS) en Bob Bryan (VS) met 7-6, 6-3
Vrouwendubbelspel

Finale: Virginia Ruano Pascual (Spanje) en Paola Suárez (Argentinië) wonnen van Svetlana Koeznetsova (Rusland) en Jelena Lichovtseva (Rusland) met 6-4, 6-3
Gemengd dubbelspel

Finale: Jelena Bovina (Rusland) en Nenad Zimonjić (Servië en Montenegro) wonnen van Martina Navrátilová (VS) en Leander Paes (India) met 6-1, 7-6
Meisjesenkelspel

Finale: Shahar Peer (Israël) won van Nicole Vaidišová (Tsjechië) met 6-1, 6-4
Meisjesdubbelspel

Finale: Chan Yung-jan (Taiwan) en Sun Shengnan (China) wonnen van Veronika Chvojková (Tsjechië) en Nicole Vaidišová (Tsjechië) met 7-5, 6-3
Jongensenkelspel

Finale: Gaël Monfils (Frankrijk) won van Josselin Ouanna (Frankrijk) met 6-0, 6-3
Jongensdubbelspel

Finale: Scott Oudsema (VS) en Brendan Evans (VS) wonnen van David Galić (Australië) en David Jeflea (Australië) met 6-1, 6-1
Rolstoelmannenenkelspel

Finale: David Hall (Australië) won van Robin Ammerlaan (Nederland) met 6-4, 7-5
Rolstoelvrouwenenkelspel

Finale: Esther Vergeer (Nederland) won van Daniela di Toro (Australië) met 4-6, 6-3, 6-1
Rolstoelmannendubbelspel

Finale: Robin Ammerlaan (Nederland) en Martin Legner (Oostenrijk) wonnen van Tadeusz Kruszelnicki (Polen) en Satoshi Saida (Japan) met 6-4, 6-3
Rolstoelvrouwendubbelspel

Finale: Maaike Smit (Nederland) en Esther Vergeer (Nederland) wonnen van Sonja Peters (Nederland) en Sharon Walraven (Nederland) met 6-3, 7-6(3)

## Uitzendrechten
Het Australian Open was in Nederland en België te zien op Eurosport.
1905 · 1906 · 1907 · 1908 · 1909 · 1910 · 1911 · 1912 · 1913 · 1914 · 1915 · 1916–1918 · 1919 · 1920 · 1921 · 1922 · 1923 · 1924 · 1925 · 1926 · 1927 · 1928 · 1929 · 1930 · 1931 · 1932 · 1933 · 1934 · 1935 · 1936 · 1937 · 1938 · 1939 · 1940 · 1941–1945 · 1946 · 1947 · 1948 · 1949 · 1950 · 1951 · 1952 · 1953 · 1954 · 1955 · 1956 · 1957 · 1958 · 1959 · 1960 · 1961 · 1962 · 1963 · 1964 · 1965 · 1966 · 1967 · 1968
↓ open tijdperk ↓
1969 (m-v-md-vd-gd) · 1970 (m-v-md-vd) · 1971 (m-v-md-vd) · 1972 (m-v-md-vd) · 1973 (m-v-md-vd) · 1974 (m-v-md-vd) · 1975 (m-v-md-vd) · 1976 (m-v-md-vd) · jan 1977 (m-v-md-vd) · dec 1977 (m-v-md-vd) · 1978 (m-v-md-vd) · 1979 (m-v-md-vd) · 1980 (m-v-md-vd) · 1981 (m-v-md-vd) · 1982 (m-v-md-vd) · 1983 (m-v-md-vd) · 1984 (m-v-md-vd) · 1985 (m-v-md-vd) · 1986 · 1987 (m-v-md-vd-gd) · 1988 (m-v-md-vd-gd) · 1989 (m-v-md-vd-gd) · 1990 (m-v-md-vd-gd) · 1991 (m-v-md-vd-gd) · 1992 (m-v-md-vd-gd) · 1993 (m-v-md-vd-gd) · 1994 (m-v-md-vd-gd) · 1995 (m-v-md-vd-gd) · 1996 (m-v-md-vd-gd) · 1997 (m-v-md-vd-gd) · 1998 (m-v-md-vd-gd) · 1999 (m-v-md-vd-gd) · 2000 (m-v-md-vd-gd) · 2001 (m-v-md-vd-gd) · 2002 (m-v-md-vd-gd) · 2003 (m-v-md-vd-gd) · 2004 (m-v-md-vd-gd) · 2005 (m-v-md-vd-gd) · 2006 (m-v-md-vd-gd) · 2007 (m-v-md-vd-gd) · 2008 (m-v-md-vd-gd) · 2009 (m-v-md-vd-gd) · 2010 (m-v-md-vd-gd) · 2011 (m-v-md-vd-gd) · 2012 (m-v-md-vd-gd) · 2013 (m-v-md-vd-gd) · 2014 (m-v-md-vd-gd) · 2015 (m-v-md-vd-gd) · 2016 (m-v-md-vd-gd) · 2017 (m-v-md-vd-gd) · 2018 (m-v-md-vd-gd) · 2019 (m-v-md-vd-gd)  · 2020 (m-v-md-vd-gd) · 2021 (m-v-md-vd-gd) · 2022 (m-v-md-vd-gd) · 2023 (m-v-md-vd-gd) · 2024 (m-v-md-vd-gd) · 2025 (m-v-md-vd-gd)
Lijst van Australian Openwinnaars